# Soriculus beibengensis
Soriculus beibengensis — вид ссавців з родини землерийкових (Soricidae). Це ендемік округу Медог у Тибеті, де він живе на висотах від 1500 до 2125 над рівнем моря. Він має довжину від голови до крижа 70–81 мм, хвіст 38–44 мм і вагу 8,8–13,2 г, що робить його другим найменшим видом у роду Soriculus після S. minor. За зовнішнім виглядом Soriculus beibengensis схожий на інших землерийок; хутро на спині від темно-сірого до чорного кольору, низ трохи світліший. Хвіст має темне забарвлення зверху і більш світле знизу. Верхня частина передніх і задніх лап має світло-коричневе або чорне волосся. Його природний ареал — змішані ліси різних типів східної області Тибетського плато. Більшість особин було помічено в змішаних лісах, де переважають дуби, кілька також зустрічаються в хвойних і листяних лісах. Інформації про спосіб життя Soriculus beibengensis немає.